# Cucine da incubo (Italia)
Cucine da incubo è un programma televisivo italiano di genere reality e culinario, in onda dal 2013 al 2015 sul canale satellitare Fox Life, dal 2016 al 2019 in chiaro su NOVE, e dal 2022 su Sky Uno e in streaming su Now ed è anche in onda su Cielo al canale 26 del DTT. La conduzione è affidata al pluripremiato chef Antonino Cannavacciuolo, mentre la voce fuori campo è di Andrea Lavagnino nelle prime sette edizioni, dall'ottava è di Christian Iansante. Le stagioni prodotte dai canali Sky sono state replicate su Cielo e TV8; le stagioni di Discovery sono state invece trasmesse in differita su Food Network.

## Format
Basato sul programma britannico Cucine da incubo (Ramsay's Kitchen Nightmares) condotto da Gordon Ramsay, la versione italiana vede lo chef Antonino Cannavacciuolo impegnato ad aiutare ristoranti in crisi, per scongiurare il rischio della chiusura.
Il programma si divide in varie fasi, con Cannavacciuolo che inizialmente analizza la situazione per poi iniziare ad intervenire. Innanzitutto lo chef ispeziona il ristorante nel suo aspetto estetico (arredamento e insegne) ed igienico (sala e cucina) e soprattutto per quanto riguarda la qualità delle portate proposte. In seguito osserva il comportamento dello staff durante il servizio serale per individuare i problemi di organizzazione presenti. A questo punto viene imposto il restyling del locale e in alcuni casi della cucina, compresa la scelta dei piatti.
Ciò che più differenzia il format italiano da quello originale è che Cannavacciuolo, dopo aver ideato un menu consono alla situazione, illustra una o più ricette, oltre che allo chef del ristorante, anche ai telespettatori, con la realizzazione passo per passo delle medesime.
Viene infine mostrato il rilancio del ristorante, durante il quale Cannavacciuolo tiene nuovamente sott'occhio come lo staff lavora e corregge, se necessario, le sbavature.
Nella quinta stagione Cannavacciuolo è stato affiancato da un ospite che lo aiutava nel suo compito.
Per la prima volta nella storia di programma, la prima puntata dell'undicesima edizione è stata realizzata in un ristorante italiano a Rottendorf, nella Baviera, in Germania.

## Edizioni
| Stagione | Conduzione              | Periodo          | Periodo        | Puntate | Rete       | Rete     | Rete         |
| Stagione | Conduzione              | Inizio           | Fine           | Puntate | Prima TV   | Prima TV | Repliche     |
| -------- | ----------------------- | ---------------- | -------------- | ------- | ---------- | -------- | ------------ |
| 1ª       | Antonino Cannavacciuolo | 15 maggio 2013   | 17 luglio 2013 | 10      | Fox Life   | Fox Life | TV8          |
| 2ª       | Antonino Cannavacciuolo | 7 maggio 2014    | 9 luglio 2014  | 10      | Fox Life   | Fox Life | TV8          |
| 3ª       | Antonino Cannavacciuolo | 26 maggio 2015   | 30 giugno 2015 | 10      | Fox Life   | Fox Life | TV8          |
| 4ª       | Antonino Cannavacciuolo | 27 marzo 2016    | 29 maggio 2016 | 10      | Discovery+ | NOVE     | Food Network |
| 5ª       | Antonino Cannavacciuolo | 26 marzo 2017    | 21 maggio 2017 | 10      | Discovery+ | NOVE     | Food Network |
| 6ª       | Antonino Cannavacciuolo | 25 febbraio 2018 | 1º aprile 2018 | 6       | Discovery+ | NOVE     | Food Network |
| 7ª       | Antonino Cannavacciuolo | 18 marzo 2019    | 15 aprile 2019 | 5       | Discovery+ | NOVE     | Food Network |
| 8ª       | Antonino Cannavacciuolo | 31 marzo 2022    | 8 maggio 2022  | 6       | Sky Uno    | Now      | TV8          |
| 9ª       | Antonino Cannavacciuolo | 30 marzo 2023    | 14 maggio 2023 | 7       | Sky Uno    | Now      | TV8          |
| 10ª      | Antonino Cannavacciuolo | 16 maggio 2024   | 4 luglio 2024  | 7       | Sky Uno    | Now      | TV8          |
| 11ª      | Antonino Cannavacciuolo | 6 aprile 2025    | 18 maggio 2025 | 7       | Sky Uno    | Now      | TV8          |

## Puntate

### Stagione 1
| Episodi | Ristorante      | Località       | Prima TV       | Situazione attuale |
| ------- | --------------- | -------------- | -------------- | ------------------ |
| 1       | Il Borgo Antico | Roma           | 15 maggio 2013 | Chiuso             |
| 2       | Isola Fiorita   | Milano         | 22 maggio 2013 | Aperto             |
| 3       | San Paolo       | Roma           | 29 maggio 2013 | Chiuso             |
| 4       | Vita Nova       | Padova         | 5 giugno 2013  | Chiuso             |
| 5       | Ristorart       | Roma           | 12 giugno 2013 | Chiuso             |
| 6       | Re Artù         | Gaggiano (MI)  | 19 giugno 2013 | Aperto             |
| 7       | Il Piave        | Frascati (RM)  | 26 giugno 2013 | Aperto             |
| 8       | Cuore e Sapore  | Milano         | 3 luglio 2013  | Chiuso             |
| 9       | Le Lanterne     | Roma           | 10 luglio 2013 | Aperto             |
| 10      | Lo Zodiaco      | Fiumicino (RM) | 17 luglio 2013 | Chiuso             |

### Stagione 2
| Episodi | Ristorante             | Località     | Prima TV       | Situazione attuale |
| ------- | ---------------------- | ------------ | -------------- | ------------------ |
| 1       | Golfo di Mondello      | Milano       | 7 maggio 2014  | Chiuso             |
| 2       | Al Bacioch             | Lobbi (AL)   | 14 maggio 2014 | Chiuso             |
| 3       | Boja Fauss             | Torino       | 21 maggio 2014 | Chiuso             |
| 4       | Trattoria Du' Patrinu  | Messina      | 28 maggio 2014 | Chiuso             |
| 5       | La Vecchia Soria       | Ozzero (MI)  | 4 giugno 2014  | Chiuso             |
| 6       | Pink                   | Milano       | 11 giugno 2014 | Aperto             |
| 7       | È Divino               | Capri (NA)   | 18 giugno 2014 | Aperto             |
| 8       | Il Circolo dei Pastori | Colazza (NO) | 25 giugno 2014 | Chiuso             |
| 9       | Il Corallo             | Livorno      | 2 luglio 2014  | Chiuso             |
| 10      | Muntisel               | Varallo (VC) | 9 luglio 2014  | Chiuso             |

### Stagione 3
| Episodi | Ristorante                    | Località                   | Prima TV       | Situazione attuale |
| ------- | ----------------------------- | -------------------------- | -------------- | ------------------ |
| 1       | Sabatino                      | Anguillara Sabazia (RM)    | 26 maggio 2015 | Aperto             |
| 2       | A' Lanterna di Don Gallo      | Genova                     | 26 maggio 2015 | Aperto             |
| 3       | La Fontanina di Centocelle    | Roma                       | 2 giugno 2015  | Chiuso             |
| 4       | L'Antica Toscana              | Capannori (LU)             | 2 giugno 2015  | Chiuso             |
| 5       | La Foggia                     | Alberobello (BA)           | 9 giugno 2015  | Chiuso             |
| 6       | Vecchia Stazione              | Rocca di Papa (RM)         | 9 giugno 2015  | Aperto             |
| 7       | Mangiarte                     | Roma                       | 16 giugno 2015 | Chiuso             |
| 8       | La Piazzetta                  | Cernusco sul Naviglio (MI) | 16 giugno 2015 | Chiuso             |
| 9       | Borgo San Lazzaro "Dal Carlo" | Bergamo                    | 23 giugno 2015 | Aperto             |
| 10      | L'Altro Sostegno              | Roma                       | 30 giugno 2015 | Chiuso             |

### Stagione 4
Da questa stagione la trasmissione passa su Nove.
| Episodi | Ristorante               | Località                      | Prima TV       | Situazione attuale |
| ------- | ------------------------ | ----------------------------- | -------------- | ------------------ |
| 1       | Totem Pub                | Carignano (TO)                | 27 marzo 2016  | Aperto             |
| 2       | Dalla Padella alla Brace | San Benedetto del Tronto (AP) | 27 marzo 2016  | Chiuso             |
| 3       | Ai Platani               | Albese con Cassano (CO)       | 3 aprile 2016  | Chiuso             |
| 4       | Macrito                  | Marano Marchesato (CS)        | 10 aprile 2016 | Aperto             |
| 5       | Il Ritrovo dei Vip       | Taranto                       | 17 aprile 2016 | Chiuso             |
| 6       | Lo Stuzzichino           | Milano                        | 24 aprile 2016 | Chiuso             |
| 7       | La Zuccona               | Triuggio (MB)                 | 1º maggio 2016 | Chiuso             |
| 8       | The Crazy Train          | Compiobbi (FI)                | 8 maggio 2016  | Aperto             |
| 9       | Bio Ristorante           | Roma                          | 15 maggio 2016 | Aperto             |
| 10      | Trattoria Davis          | Milano                        | 29 maggio 2016 | Chiuso             |

### Stagione 5
| Episodi | Ristorante             | Località                        | Ospite         | Prima TV       | Situazione attuale |
| ------- | ---------------------- | ------------------------------- | -------------- | -------------- | ------------------ |
| 1       | Trattoria Sicilia      | Catania                         |                | 26 marzo 2017  | Chiuso             |
| 2       | La Croce del Gallo     | Suzzara (MN)                    |                | 26 marzo 2017  | Chiuso             |
| 3       | The Princess           | Reggio Calabria                 | Joe Bastianich | 2 aprile 2017  | Chiuso             |
| 4       | La Tana del Lupo       | Cesana Torinese (TO)            |                | 9 aprile 2017  | Aperto             |
| 5       | Le Mille Bontá         | Castiglione delle Stiviere (MN) | Ernst Knam     | 16 aprile 2017 | Chiuso             |
| 6       | Il Pappagallo          | Crema (CR)                      |                | 23 aprile 2017 | Chiuso             |
| 7       | La Nuova Certosina     | Milano                          | Max Giusti     | 30 aprile 2017 | Chiuso             |
| 8       | Villa Rugantino        | Anzio (RM)                      | Carla Gozzi    | 7 maggio 2017  | Aperto             |
| 9       | Ca' Moro Social Bateau | Livorno                         |                | 14 maggio 2017 | Chiuso             |
| 10      | Pupirichiello          | Milano                          | Enzo Miccio    | 21 maggio 2017 | Aperto             |

### Stagione 6
| Episodi | Ristorante                            | Località                    | Prima TV         | Situazione attuale |
| ------- | ------------------------------------- | --------------------------- | ---------------- | ------------------ |
| 1       | Er Barone                             | Roma                        | 25 febbraio 2018 | Chiuso             |
| 2       | Da Penna                              | Busalla (GE)                | 4 marzo 2018     | Aperto             |
| 3       | Da Odilio                             | Torre del Lago Puccini (LU) | 11 marzo 2018    | Aperto             |
| 4       | Al Vecchio Molino                     | Pieve Torina (MC)           | 18 marzo 2018    | Aperto             |
| 5       | Il Ritrovo del Gusto con Chef Silvano | Francavilla al Mare (CH)    | 25 marzo 2018    | Chiuso             |
| 6       | Terra Nostra                          | Terralba (OR)               | 1º aprile 2018   | Chiuso             |

### Stagione 7
| Episodi | Ristorante       | Località                       | Prima TV       | Situazione attuale |
| ------- | ---------------- | ------------------------------ | -------------- | ------------------ |
| 1       | El Paso Ranch    | San Fermo della Battaglia (CO) | 18 marzo 2019  | Aperto             |
| 2       | All'Archetto     | Marino (RM)                    | 25 marzo 2019  | Aperto             |
| 3       | L'Aquila         | Muggia (TS)                    | 1º aprile 2019 | Aperto             |
| 4       | Mamajuana        | Trani                          | 8 aprile 2019  | Chiuso             |
| 5       | L'Angolo Toscano | Cecina (LI)                    | 15 aprile 2019 | Aperto             |

### Stagione 8
Da questa stagione la trasmissione passa su Sky Uno.
| Episodi | Ristorante               | Località                  | Prima TV       | Situazione attuale |
| ------- | ------------------------ | ------------------------- | -------------- | ------------------ |
| 1       | La Locanda degli Artisti | Montano Lucino (CO)       | 31 marzo 2022  | Chiuso             |
| 2       | La Tana degli Elfi       | Parabita (LE)             | 10 aprile 2022 | Chiuso             |
| 3       | Onassis Village          | Montefiascone (VT)        | 17 aprile 2022 | Aperto             |
| 4       | Ponte Rosso              | San Giorgio di Piano (BO) | 24 aprile 2022 | Chiuso             |
| 5       | Da Mario                 | Roseto Capo Spulico (CS)  | 1º maggio 2022 | Aperto             |
| 6       | Ai Tre Scalini           | Roma                      | 8 maggio 2022  | Chiuso             |

### Stagione 9
| Episodi | Ristorante     | Località                 | Prima TV       | Situazione attuale |
| ------- | -------------- | ------------------------ | -------------- | ------------------ |
| 1       | 'L Çivel       | Casalbeltrame (NO)       | 30 marzo 2023  | Aperto             |
| 2       | Casa Brunori   | Grottaferrata (RM)       | 9 aprile 2023  | Aperto             |
| 3       | Al Veliero     | Misilmeri (PA)           | 16 aprile 2023 | Chiuso             |
| 4       | Ciak si mangia | Cologno Monzese (MI)     | 23 aprile 2023 | Chiuso             |
| 5       | Gimmy Giò      | Colle di Val d'Elsa (SI) | 30 aprile 2023 | Aperto             |
| 6       | Mellow Yellow  | Bogliasco (GE)           | 7 maggio 2023  | Aperto             |
| 7       | Il Porticciolo | Porto Cesareo (LE)       | 14 maggio 2023 | Aperto             |

### Stagione 10
| Episodi | Ristorante               | Località               | Prima TV       | Situazione attuale |
| ------- | ------------------------ | ---------------------- | -------------- | ------------------ |
| 1       | Il Rifugio del Ghiottone | Scarlino Scalo (GR)    | 16 maggio 2024 | Aperto             |
| 2       | Il Limoncello            | Tursi (MT)             | 23 maggio 2024 | Aperto             |
| 3       | Il Laghetto              | Avezzano (AQ)          | 30 maggio 2024 | Aperto             |
| 4       | Ai Tetti Blu             | Rivoli (TO)            | 6 giugno 2024  | Aperto             |
| 5       | Il Diavoletto            | Marano sul Panaro (MO) | 13 giugno 2024 | Aperto             |
| 6       | Angelo del Mare          | Tropea (VV)            | 20 giugno 2024 | Aperto             |
| 7       | La Cà Bella              | Pavia                  | 4 luglio 2024  | Aperto             |

### Stagione 11
| Episodi | Ristorante            | Località              | Prima TV       | Situazione attuale |
| ------- | --------------------- | --------------------- | -------------- | ------------------ |
| 1       | La dolce Napoli       | Rottendorf (Germania) | 6 aprile 2025  | Aperto             |
| 2       | Il Mulino             | Vallecorsa (FR)       | 13 aprile 2025 | Aperto             |
| 3       | Totò Sapore           | Bricherasio (TO)      | 20 aprile 2025 | Aperto             |
| 4       | Alla Tavola di Simona | San Severo (FG)       | 27 aprile 2025 | Aperto             |
| 5       | Da Mimmo              | Ciampino (RM)         | 4 maggio 2025  | Aperto             |
| 6       | La Tasca              | Robbiate (LC)         | 11 maggio 2025 | Aperto             |
| 7       | La Brasserie          | Montella (AV)         | 18 maggio 2025 | Aperto             |